# Gazelle (marque)
Pour les articles homonymes, voir Gazelle (homonymie).
Gazelle (également connue sous le nom Royal Dutch Gazelle) est une marque de vélos, la plus célèbre des Pays-Bas et spécialisée dans le vélo hollandais. 
La marque emploie 550 personnes dans son usine de Dieren, aux Pays- Bas, et produit 300 000 vélos par an. La production totale a dépassé les 13 millions. 

## Historique

### Jusqu'à la Seconde Guerre mondiale
L'entreprise est fondée en 1892 par Willem Kölling et Rudolf Arentsen à Dieren, avec comme objectif de rendre la bicyclette accessible à tous. Kölling était alors postier et Arentsen marchand de poêles, cheminées et fers à repasser.  
Au départ, les modèles vendus étaient des bicyclettes importées du Royaume-Uni. La production aux Pays-Bas commence sous le nom de Gazelle en 1902 (le premier nom était Kölling et Arentsen). 
En 1903, ils agrandissent leur gamme avec une moto, qui n'était pas produite par la marque elle-même.  
Entre les années 1920 et 1940, Gazelle a exporté des vélos vers l'Indonésie, alors colonie néerlandaise. De nombreux vélos de cette époque existent encore aujourd'hui et font parfois l'objet de collections. 
En 1930, la marque développe un vélo pliable. Elle introduit dans sa gamme un tandem en 1935 et un vélo électrique en 1937, produit en collaboration avec Philips, également une marque néerlandaise. Dans les années 1930 toujours, Gazelle commercialise une bande dessinée pour enfant gratuite pour mettre en avant ses vélos, intitulée Piet Pelle, elle est rééditée dans années 1950 et 1960.  

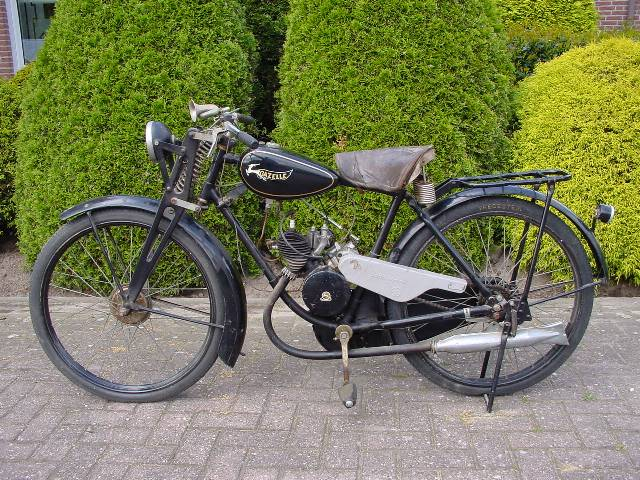
Moto Gazelle de 1935

En 1938, les premières motos construites par Gazelle sortent de l'usine, certains moteurs étaient, toutefois, produits par la marque allemande JLO.

### Entre 1945 et 2000

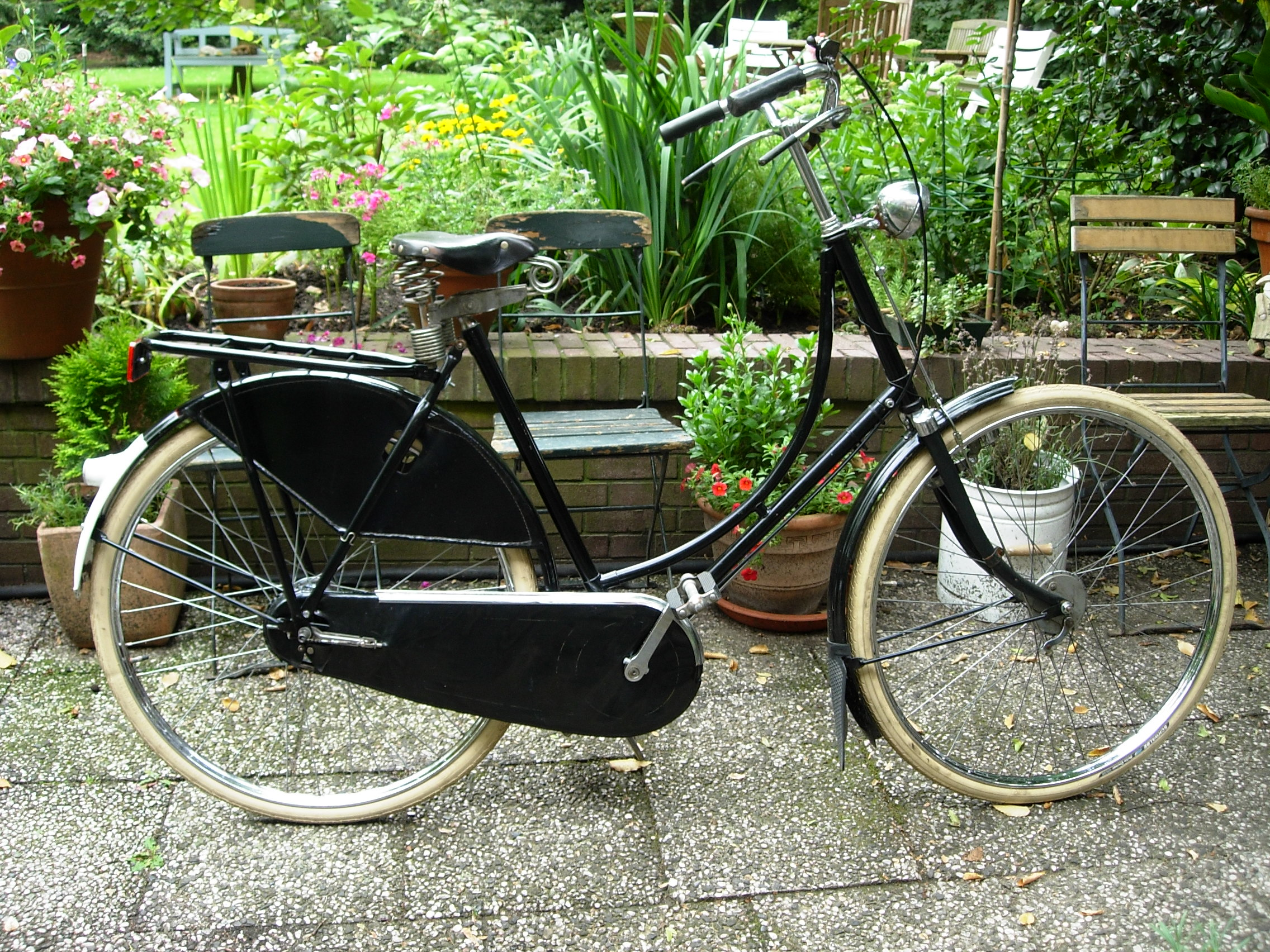
Modèle haut de gamme de 1954

La société a souffert du conflit mondial : une partie des équipements et des machines ont été transférés en Allemagne et des destructions ont été commises peu de temps avant la libération. C'est ainsi qu'il a fallu attendre août 1946 pour que le premier vélo Gazelle d'après-guerre soit mis sur le marché. 
En 1954, Gazelle produit son millionième vélo. En 1959, la marque dépose un brevet pour son premier système de changement de 3 vitesses à poignée. À la fin des années 1950, Gazelle vendait des vélos cargo à trois roues (triporteurs).  
En 1964, la marque sort sa gamme de vélo pliant « Kwikstep », en 1968, elle développe un frein à tambour dans le moyeu, système encore en usage aujourd'hui. 
Au milieu des années 1960, Gazelle lance une "Division spéciale course" dans son usine de Dieren. Dans cet atelier, les cadres étaient construits à la main par les artisans. À l'apogée de leur succès commercial (dans les années 1980), environ 35 personnes y étaient employées. Les vélos à cadre en acier « Champion mondial » avaient alors du succès.

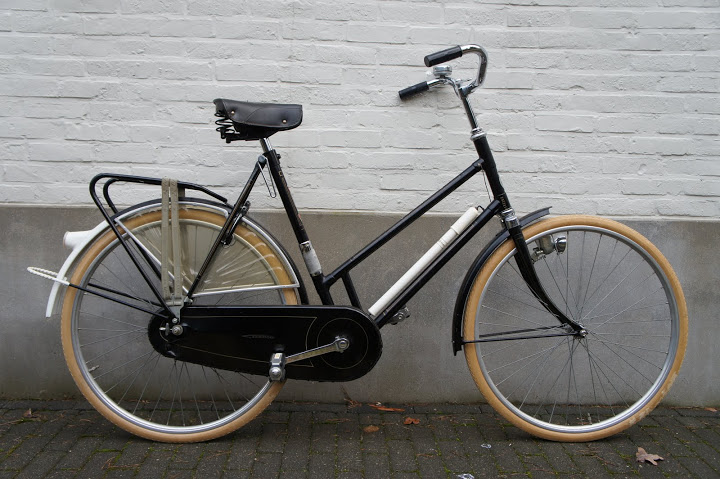
Modèle pliant Kwikstep de 1966

Lors du centenaire de la création de la marque, en 1992, Gazelle a déjà produit huit millions de vélos. À cette occasion, la princesse Margriet a attribué le titre de « Royal » à la société. Gazelle peut, depuis, s'appeler Royal Dutch Gazelle.   

### Depuis les années 2000
En 2010, Gazelle a été élue la marque de vélos la plus fiable dans le cadre d'une enquête menée par Reader's Digest en Europe. 
En 2011, le conglomérat néerlandais Pon Holdings spécialisé dans les transports (importateur de, entre autres, Volkswagen aux Pays-Bas) rachète Gazelle. L'année suivante, Pon Holdings achète Union, une autre importante marque de vélo hollandais.

## Galerie

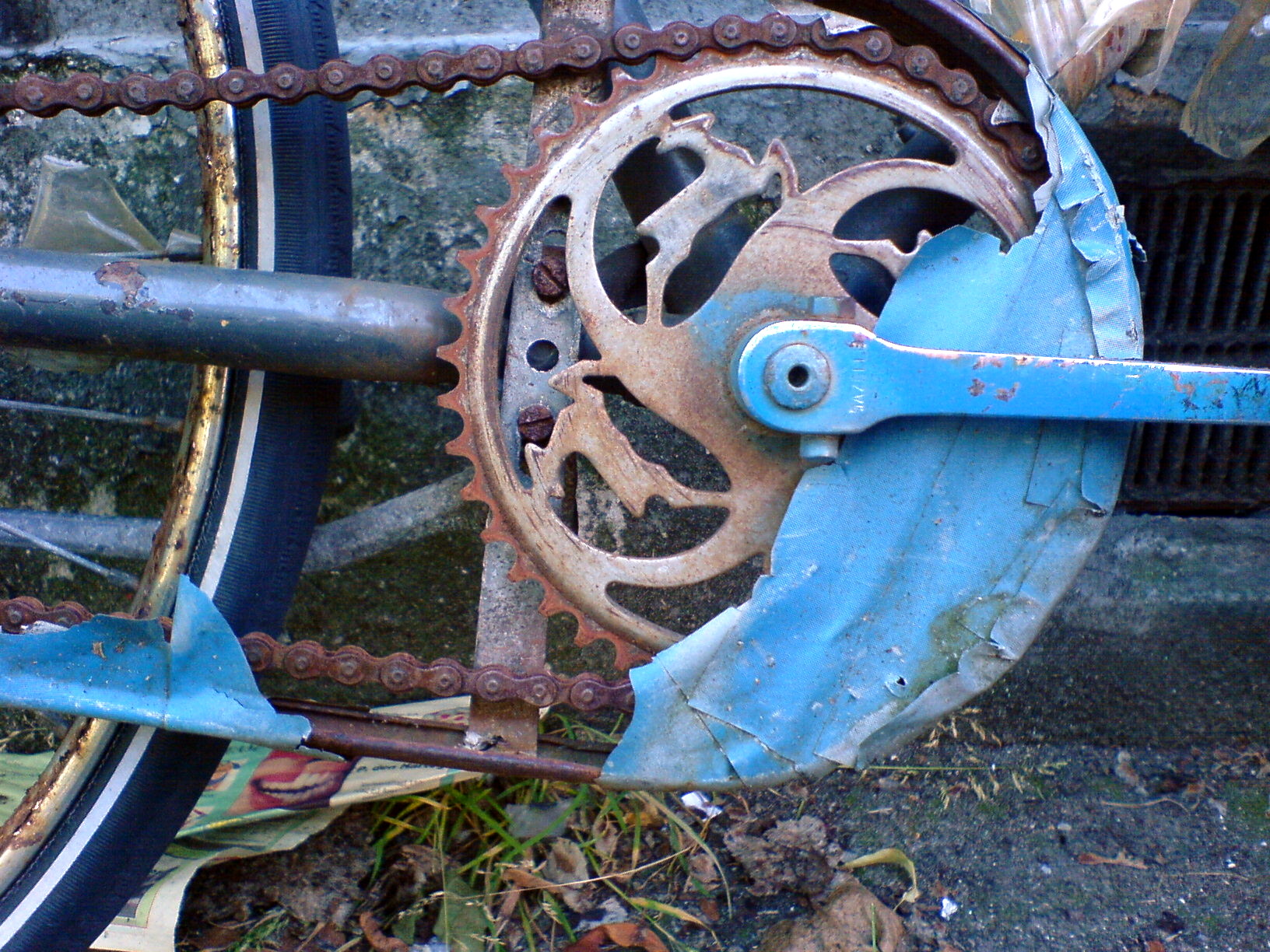
Engrenage d'un modèle où le logo de la marque apparait
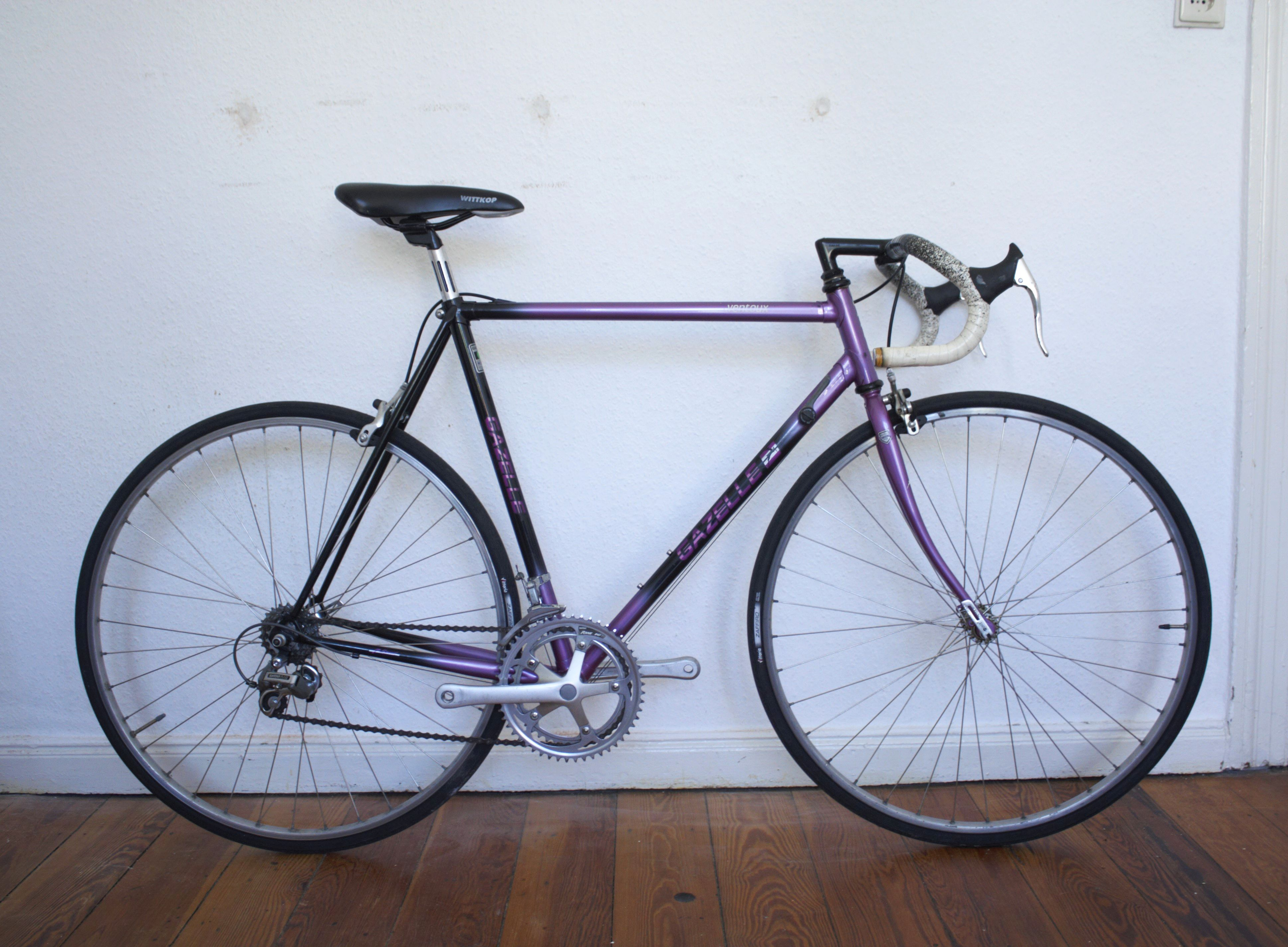
Modèle de route des années 1990
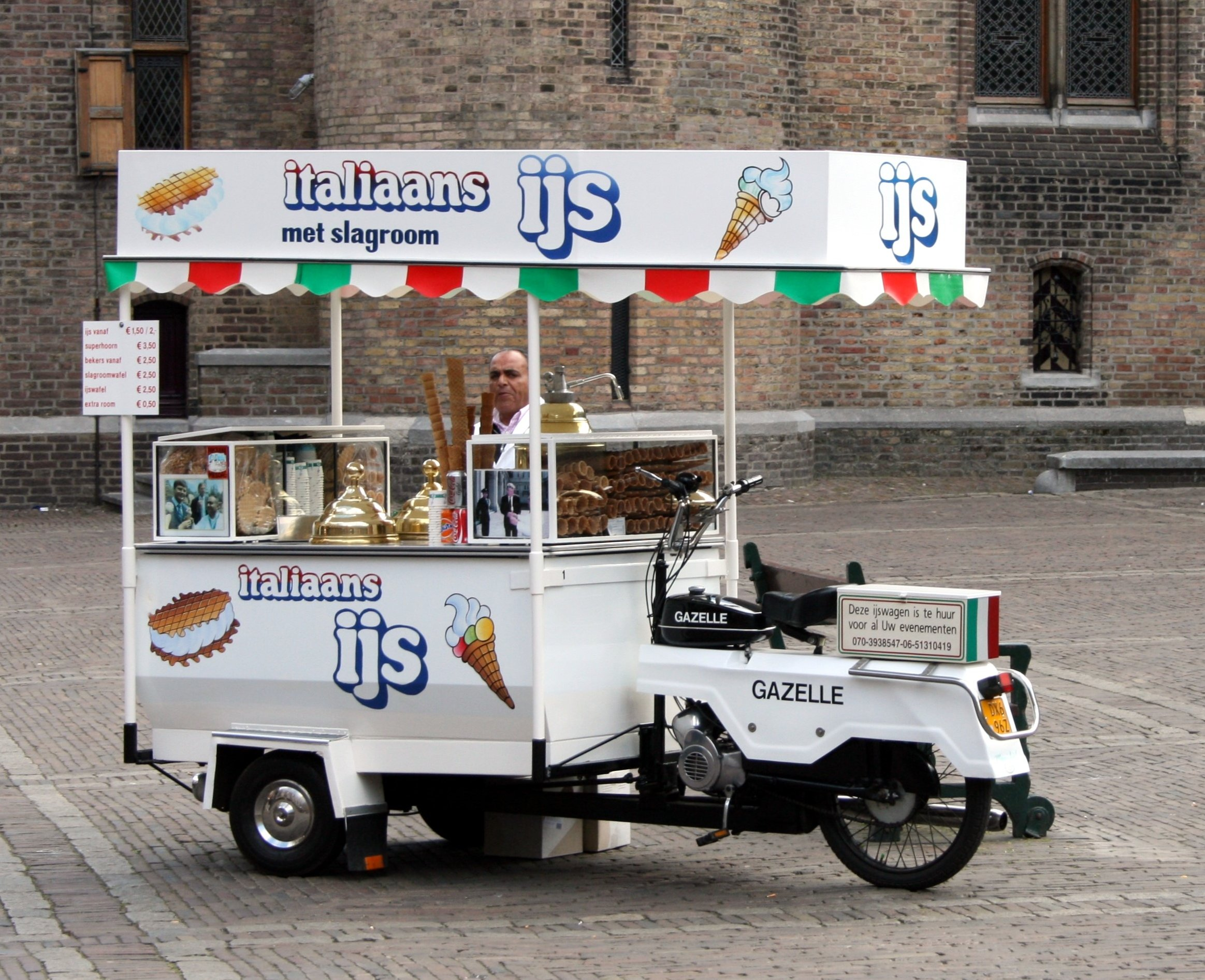
Modèle motorisé à trois roues pour vendre des glaces. Ici à La Haye aux Pays-Bas, dans le Binnenhof en 2009.
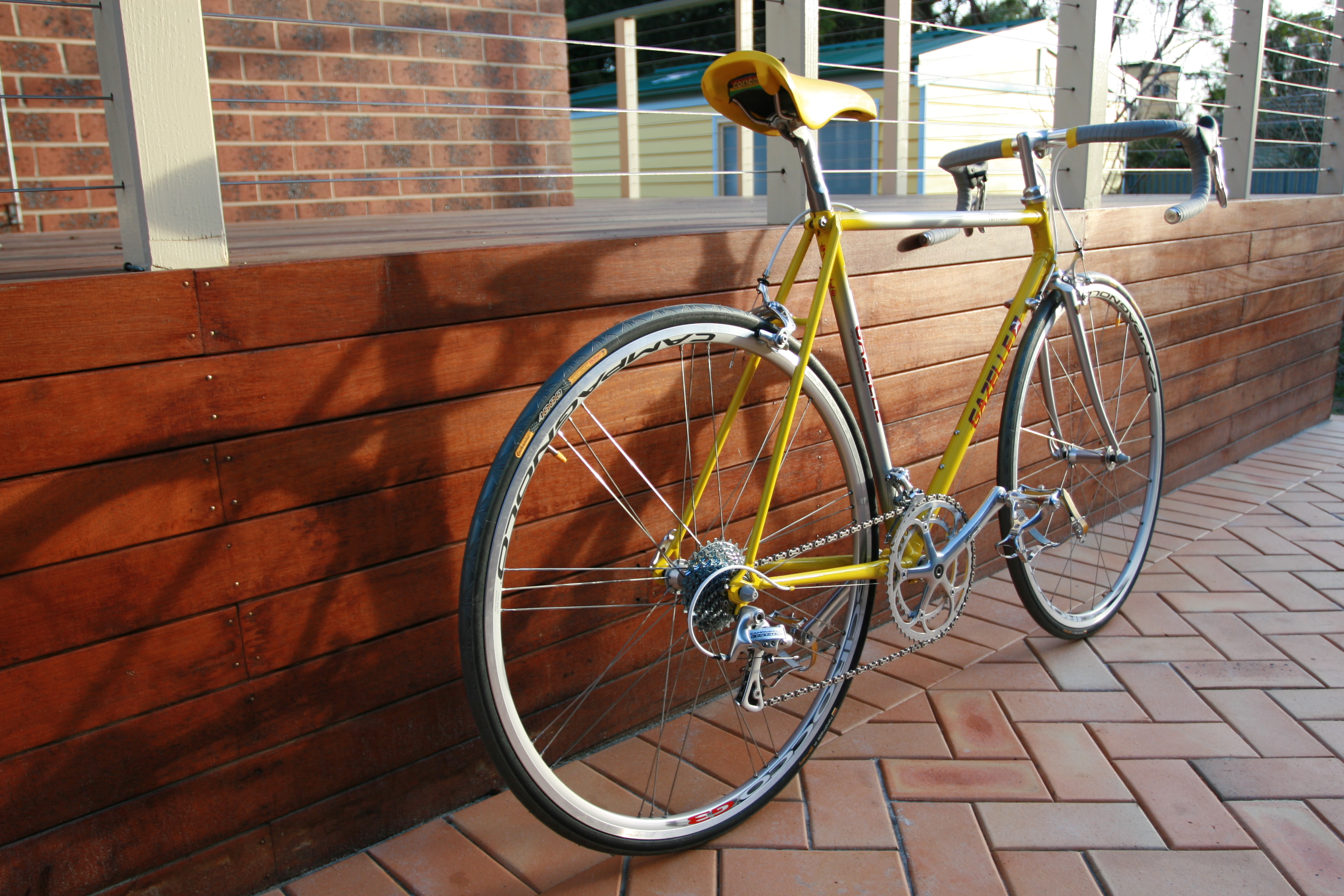
Modèle de course (Formula Race I)
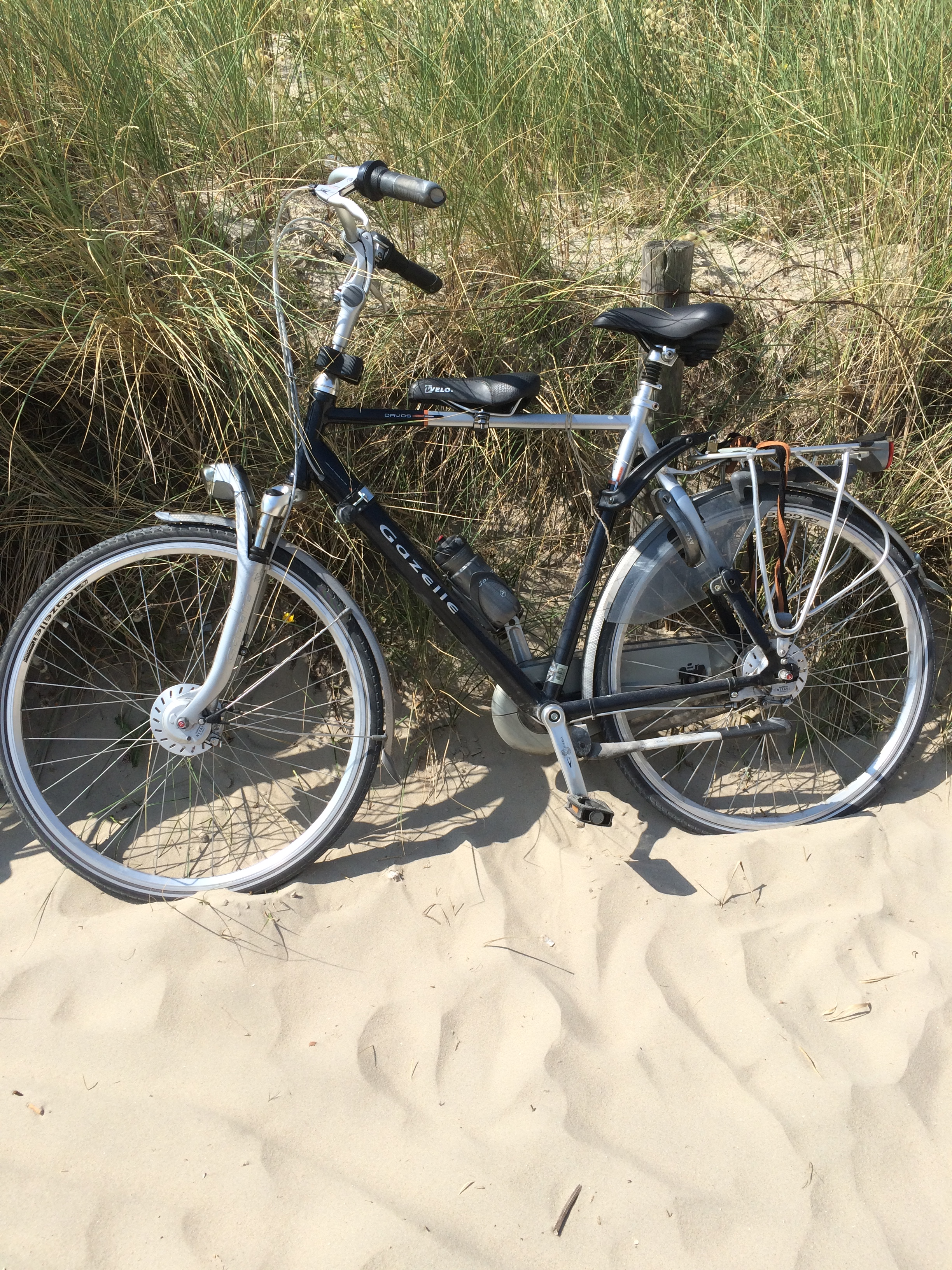
Modèle des années 2000